# Алеур (Нерчинський район)
Алеу́р (рос. Алеур) — село у складі Нерчинського району Забайкальського краю, Росія. Входить до складу Верхньоключівського сільського поселення.
Старі назви — Верхній Алеур, Пол. ст. Алеурська.

## Населення
Населення — 213 осіб (2010; 256 у 2002).
Національний склад (станом на 2002 рік):
- росіяни — 99 %